# Catablema multicirratum
Catablema multicirratum is een hydroïdpoliep uit de familie Pandeidae. De poliep komt uit het geslacht Catablema. Catablema multicirratum werd in 1910 voor het eerst wetenschappelijk beschreven door Kishinouye. 